# Prima Divisione 2024-2025 (Emirati Arabi Uniti)
La Prima Divisione degli Emirati Arabi Uniti 2024-2025 è stata la 48ª edizione della seconda competizione nazionale per club degli Emirati Arabi Uniti. Alla competizione prendono parte 15 squadre, al termine della stagione le prime due posizionate hanno ottenutola promozione nella UAE Arabian Gulf League, mentre le ultime due classificate sono state retrocesse nella UAE Second Division League.

## Cambiamenti Squadre
Retrocesse dalla UAE Arabian Gulf League
- Hatta Club
- Emirates

Promosse dalla UAE Second Division League
- Fleetwood United
- Al Dhara

Promosse in UAE Arabian Gulf League
- Al-Uruba
- Dibba Al Hisn

Retrocesse nella UAE Second Division League
- Dubai City

Squadre non più attive
- Al-Ramms
- Al-Taawon
- Masafi Club

## Squadre
L'elenco delle squadre partecipanti per la stagione 2024-2025.
| Club               | Città               | Allenatore          | Stadio                         | Capacità |
| ------------------ | ------------------- | ------------------- | ------------------------------ | -------- |
| Abtal Al Khaleej   | Dubai               | Abdallah Al Ashqar  | Abtal Al Khaleej Stadium       | 800      |
| Al Arabi           | Umm al Quwain       | Badr Tabeeb         | Umm al Quwain Stadium          | 3,000    |
| Al Dhafra          | Madinat Zaid        | Alen Horvat         | Stadio Al-Dhafra               | 5,000    |
| Al Dhara           | Abu Dhabi           | Eisa Al Ali         | Sheikh Zayed Cricket Stadium   | 12,000   |
| Al-Dhaid           | Dhaid               | Fouad Boumdal       | Al-Dhaid Stadium               | 500      |
| Al Hamriyah        | Al Hamriyah         | Ilie Stan           | Al Hamriya Sports Club Stadium | 5,000    |
| Al Jazira Al Hamra | Al Jazirah Al Hamra | Mehdi Mahdavikia    | Al Hamra Stadium               | 2,000    |
| Dibba Al-Fujairah  | Dibba Al-Fujairah   | Abdullah Mesfer     | Dibba Fujairah Stadium         | 1,000    |
| Emirates           | Ra's al-Khayma      | Darko Nestorović    | Stadio dell'Emirates Club      | 5,200    |
| Fleetwood United   | Jebel Ali           | Michael Rice        | Jebel Ali Stadium              | 1.700    |
| Fujairah           | Fujairah            | Alexandre Torres    | Dibba New Stadium              | 9,000    |
| Gulf United        | Dubai               | Richard Peniket     | Dubai Club Stadium             | 7,000    |
| Hatta Club         | Hatta               | Mohammad Al Jalboot | Stadio Hamdan Bin Rashid       | 5,000    |
| Masfut             | Masfout             | Mutaz Abdulla       | Masfout Club Stadium           | 3,000    |
| United FC          | Dubai               | Arno Buitenweg      | British School di Dubai        | 1,000    |

## Classifica
aggiornata al 23 aprile 2025
|  | Pos. | Squadra            | Pt       | G        | V        | N        | P        | GF       | GS       | DR       |
|  | ---- | ------------------ | -------- | -------- | -------- | -------- | -------- | -------- | -------- | -------- |
|  | 1.   | Al Dhafra          | 57       | 26       | 17       | 6        | 3        | 43       | 18       | +25      |
|  | 2.   | Dibba Al-Fujairah  | 56       | 26       | 18       | 2        | 6        | 53       | 22       | +31      |
|  | 3.   | Al Arabi           | 46       | 26       | 14       | 4        | 8        | 42       | 28       | +14      |
|  | 4.   | United FC          | 45       | 26       | 13       | 6        | 7        | 56       | 36       | +20      |
|  | 5.   | Hatta Club         | 45       | 26       | 13       | 6        | 7        | 49       | 35       | +14      |
|  | 6.   | Fujairah           | 43       | 26       | 12       | 7        | 7        | 45       | 33       | +12      |
|  | 7.   | Al-Dhaid           | 35       | 26       | 9        | 8        | 9        | 36       | 37       | -1       |
|  | 8.   | Emirates           | 32       | 26       | 9        | 5        | 12       | 34       | 44       | -10      |
|  | 9.   | Al Jazira Al Hamra | 29       | 26       | 8        | 5        | 13       | 29       | 45       | -16      |
|  | 10.  | Gulf United        | 29       | 26       | 7        | 8        | 11       | 33       | 47       | -14      |
|  | 11.  | Al Hamriyah        | 28       | 26       | 6        | 10       | 10       | 37       | 46       | -9       |
|  | 12.  | Masfut             | 27       | 26       | 7        | 6        | 13       | 30       | 42       | -12      |
|  | 13.  | Al Dhara           | 20       | 26       | 4        | 8        | 14       | 27       | 38       | -11      |
|  | 14.  | Abtal Al Khaleej   | 10       | 26       | 1        | 7        | 18       | 27       | 70       | -43      |
|  | ---  | Fleetwood United   | Ritirata | Ritirata | Ritirata | Ritirata | Ritirata | Ritirata | Ritirata | Ritirata |

Legenda:

      Promosse alla UAE ADNOC Pro League 2025-2026 

      Retrocesse in UAE Second Division 2025-2026
Note:
Tre punti a vittoria, uno a pareggio, zero a sconfitta.
Fleetwood United: la squadra dopo aver subito un cambio di proprietà poco prima della stagione, non è mai scesa in campo quindi è stata esclusa dal campionato e le sue partite sono state cancellate
Fonte: Soccerway

## Classifica marcatori
aggiornato al 6 giugno 2025
| Gol |  |  | Giocatore              | Squadra           |
| --- |  |  | ---------------------- | ----------------- |
| 20  |  |  | Sander Benbachir       | Fujairah          |
| 19  |  |  | Quincy Promes          | United FC         |
| 17  |  |  | Mohamed Lamine Yattara | Al Dhafra         |
| 16  |  |  | Diogo Acosta           | Dibba Al-Fujairah |
| 16  |  |  | Mouhameth Diop         | Al Arabi          |
| 13  |  |  | Willian Lira           | Hatta Club        |
| 13  |  |  | Lars Veldwijk          | Gulf United       |
| 11  |  |  | Alfinete               | Hatta Club        |
| 10  |  |  | Annour Sossal Mahamat  | Abtal Al Khaleej  |
| 10  |  |  | Lucas Rocha            | Al-Dhaid          |